# Abgrenzungsproblem
Unter dem Abgrenzungsproblem, auch Demarkationsproblem, versteht man in der Wissenschaftstheorie spätestens seit Karl Popper das Problem, ein Kriterium für die Unterscheidung zwischen Wissenschaft und Pseudowissenschaft oder aber, enger gefasst, zwischen empirischer Wissenschaft und anderen (wissenschaftlichen oder pseudowissenschaftlichen) Aktivitäten bzw. Aussagen zu formulieren, also ein Kriterium, wonach etwa Behauptungen (Sätze, Satzsysteme) der empirischen Wissenschaft von Aussagen der Logik, der Mathematik, der Metaphysik oder auch von Mythen unterschieden werden können. Popper schlägt vor, die Falsifizierbarkeit einer Aussage durch Basissätze als Abgrenzungskriterium zu wählen.
Laut Popper hatte schon David Hume das Problem bearbeitet, aber erst durch Immanuel Kant wurde die Frage nach den Grenzen der wissenschaftlichen Erkenntnis in den Mittelpunkt gestellt: „… was und wie viel kann Verstand und Vernunft, frei von aller Erfahrung, erkennen, …“ Popper schlug deswegen ursprünglich auch die Bezeichnung „Kantsches Problem“ vor. Allerdings betonte er dann später, dass die Grenze der empirischen Wissenschaft nicht die Grenze des vernünftig und rational Diskutierbaren darstelle. Bereits Aristoteles indes hatte ein Kriterium angegeben, wonach die empirische Wissenschaft das zeitlich Veränderliche, nichtempirische Wissenschaften wie Mathematik hingegen das Unveränderliche behandelten.

## Falsifizierbarkeit/Widerlegbarkeit
Hauptartikel: Falsifikationismus
Für Karl Popper ist das Humesche „Problem der Induktion“ die Frage nach der Geltung der Naturgesetze. Sie entstand durch den scheinbaren Widerspruch zwischen der „Grundthese des Empirismus“: Nur Erfahrung kann uns über die Wahrheit oder Falschheit einer Wirklichkeitsaussage belehren.
Popper schlug zur Lösung der Frage vor, die implizite Voraussetzung fallen zu lassen, dass Sätze voll entscheidbar sein müssen. Er sieht stattdessen Naturgesetze wie Theorien als „teilentscheidbar“ an, d. h. zwar nicht verifizierbar, hingegen durch empirische Tatsachen falsifizierbar bzw. dadurch kritisierbar. In frühen Ausführungen dazu trug er eine sehr radikale Abwandlung von Einsteins Diktum vor (die die theoretisch beschreibbare Realität mit dem Falsifizierbaren gleichsetzte, eine Position, die er später so nicht mehr vertrat):

„Insofern sich die Sätze einer Wissenschaft auf die Wirklichkeit beziehen, müssen sie falsifizierbar sein, und insofern sie nicht falsifizierbar sind, beziehen sie sich nicht auf die Wirklichkeit.“

Daraus ergibt sich für Popper als Abgrenzungskriterium die Falsifizierbarkeit einer Behauptung durch empirische Tatsachen.

„Ein empirisch-wissenschaftliches System muss an der Erfahrung scheitern können.“

Das Falsifizierbarkeitskriterium hat erstens mit der logischen Struktur von Aussagen zu tun (wie diese logisch scheitern können) und zweitens mit deren methodologischer Verwendungsweise (wie sie dazu gebracht werden können, an der Erfahrung zu scheitern).
Poppers Abgrenzungsproblem ist nicht zu verwechseln mit der seinerzeit im Wiener Kreis zuvor diskutierten Problemstellung, die auf Ludwig Wittgenstein zurückgeht, nämlich: wie sinnvolle Sätze von Unsinn zu unterscheiden seien („Verifikationskriterium des Sinnes“).
Durch Poppers Lösung der Fragen der Induktion und der Abgrenzung ergeben sich folgende Konsequenzen:
1. Metaphysische Aussagen werden nicht von vornherein für sinnlos erklärt.[6]
2. Naturgesetze sind, weil weder endgültig verifizierbar noch falsifizierbar, nichts weiter als Vermutungswissen: Sie bilden genau genommen nicht ein „System unseres Wissens“, sondern ein „System von Hypothesen“.[10]

Das Kriterium dafür, wann eine Theorie erfahrungswissenschaftlich ist bzw. einen empirischen Gehalt aufweist (d. h. wann sie eine wissenschaftliche Aussage über die Realität macht), hat sich auch außerhalb des von Popper entwickelten Kritischen Rationalismus durchgesetzt, wenn auch nur teilweise und in mehr oder weniger abgewandelter Form.
In der Analytischen Philosophie taucht es als Widerlegbarkeitskriterium auf. Eine These, die prinzipiell nicht falsifiziert werden kann, gilt als nicht wissenschaftlich, da sie keine durch empirische Beobachtungen überprüfbaren Aussagen macht bzw. keine falsifizierbaren Voraussagen trifft. Daher können jedes analytische Ergebnis und jeder empirische Befund als Beleg zur Bestätigung einer derartigen These aufgefasst werden.
Die Etablierung der Falsifizierbarkeit als ein zentrales Kriterium für Wissenschaftlichkeit bedeutet, dass Hypothesen und Theorien stets prüfbar sein müssen. Wenn Falsifikation nicht möglich ist, entsteht Abschottung, d. h. Immunisierung gegen alternative Standpunkte und widersprechende Fakten. Indes bedeutet nicht jede experimentelle Widerlegung, dass eine wissenschaftliche Lehre aufgegeben werden muss. So kann etwa die methodische Korrektheit eines Experiments fraglich sein. Auch ist es möglich, stützende Hypothesen einzuführen, die eine Theorie absichern. Beispiel: Um die Umlaufbahn des Uranus zu bestimmen, wandten Astronomen Newtons Gravitationsgesetz an. Die Beobachtungen widersprachen allerdings den Erwartungen. Anstatt nun das Newtonsche Gesetz für widerlegt zu betrachten, bildeten sie die Ad-hoc-Hypothese, dass es einen anderen, noch unbekannten Planeten geben müsse, was sich später auch bestätigte. Durch die Einführung von Ad-hoc-Hypothesen wird der Falsifizierbarkeitsgrad einer empirischen Aussage verringert. Popper schlug daher in Logik der Forschung die Regel vor, auf Ad-hoc-Hypothesen völlig zu verzichten. Der Wissenschaftstheoretiker Imre Lakatos hingegen vertrat die Auffassung, eine Theorie (bzw. ein Forschungsprogramm) erst dann als „degeneriert“ und somit als unwissenschaftlich zu betrachten, wenn sie praktisch bei jedem signifikanten Test widerlegt wird.

## Andere Demarkationskriterien
Neben dem Kriterium der Falsifizierbarkeit werden in der Wissenschaftstheorie auch andere Kriterien vorgeschlagen, um Wissenschaft von Nicht-Wissenschaft abzugrenzen, so durch den Positivismus die Induktion und Verifikation. Für Martin Gardner sind Bestätigung einer Theorie durch Beweise und Kompetenz der Forscher ausschlaggebend. Paul R. Thagard schlägt das Vorhandensein der Faktoren Theorienbildung, Forschungsgemeinschaft und historischer Kontext als Demarkationskriterium vor.
Der Wissenschaftshistoriker Thomas Samuel Kuhn betonte den Fortschritt im Sinne einer Progression verschiedener Phasen. Er lehnte Poppers Vorschlag der Falsifizierbarkeit zur Demarkation ab und griff lediglich die Forderung nach konkreten Vorhersagen auf. Anstelle der Falsifizierbarkeit schlug er die Möglichkeit der Weiterentwicklung als Abgrenzungskriterium vor. Innerhalb einer Theorie müsse es möglich sein, Normalwissenschaft zu betreiben, also kleinere Probleme innerhalb des gewählten Paradigmas zu lösen („Rätsellösen“). Bei nicht-wissenschaftlichen Lehren sei genau diese Verbesserung nicht möglich. So schreibt er über die Astrologie: They had rules to apply, they had no puzzles to solve and therefore no science to practice. Imre Lakatos sieht die Progressivität eines Forschungsprogramms als das Schlüsselkriterium an.
Martin Mahner befürwortet eine Abgrenzung auf Basis einer Checkliste, die auf Fachbereiche angepasst werden kann, aber kein scharfes Kriterium bildet. Er begründet dies mit der Notwendigkeit der Bürger einer zivilisierten und gebildeten Gesellschaft, wissenschaftlich informierte Entscheidungen zu treffen. Unabhängig davon, wo die Linie eines Abgrenzungskriteriums gezogen wird, hält Mahner es für wichtig, eine Linie zu ziehen, um nicht in Relativismus, Beliebigkeit und Irrationalismus zu verfallen.

## Anforderungen an empirische Aussagen
Wissenschaftlich akzeptable Hypothesen und Theorien müssen jenseits empirischer Adäquatheit eine Liste nicht-empirischer Auszeichnungsmerkmale erfüllen, sogenannte Listenmodelle. Von verschiedenen Strömungen der Wissenschaftstheorie werden angeführt:
1. Innere Widerspruchsfreiheit: Hypothesen oder Theorien sollen in ihrem Aufbau keine logischen Widersprüche aufweisen.
2. Äußere Widerspruchsfreiheit: Hypothesen oder Theorien sollen mit bereits akzeptiertem Wissen kompatibel sein (externe Konsistenz) oder angeben, wo bislang als gesichert anzunehmendes Wissen in ihrem Sinne zu korrigieren ist.
3. Aussagekraft: Eine Theorie soll möglichst aussagekräftig sein und möglichst viele und präzise Prognosen machen, d. h. es sollen möglichst viele logische Sätze im Widerspruch zu den Theorien oder Hypothesen stehen, die Theorie soll demnach so viel wie möglich verbieten.
4. Verständlichkeit: Theorien und Hypothesen sollen in einer möglichst einfachen und klaren Sprache formuliert werden.
5. Vorläufigkeit: Die Formulierung der Theorien und Hypothesen soll Schwachstellen nach Möglichkeit offenlegen und nicht dort Gewissheit vorspiegeln, wo es keine geben kann.

Kuhn nannte:
1. Empirische Adäquatheit
2. Widerspruchsfreiheit und Kohärenz mit dem Hintergrundwissen
3. Größe des Anwendungsbereichs,
4. Einfachheit unter Einschluss der Vereinheitlichungsleistung
5. Vorhersagekraft.

Willard Van Orman Quine und Joseph S. Ullian zählten dazu: 
1. Kohärenz mit dem Hintergrundwissen
2. Zurückhaltung bei der Einführung neuer Größen
3. Einfachheit unter Einschluss der Vereinheitlichungsleistung
4. Größe des Anwendungsbereiches
5. empirische Prüfbarkeit.[19]